# Pak To-jong
Pak To-jong (korejsky 박도영, anglický přepis: Park Do-yeong; * 30. ledna 1993 Soul) je jihokorejská rychlobruslařka.
V roce 2008 poprvé startovala na Mistrovství světa juniorů, od podzimu téhož roku závodí ve Světovém poháru. Zúčastnila se Zimních olympijských her 2010 (3000 m – 26. místo, stíhací závod družstev – 8. místo). Na Mistrovství světa 2013 pomohla jihokorejskému týmu k bronzové medaili ve stíhacím závodě družstev.